# Distretto di Ban Mai Chaiyaphot
Il distretto di Ban Mai Chaiyaphot (in thailandese: บ้านใหม่ไชยพจน์) è un distretto (amphoe) della Thailandia, situato nella provincia di Buriram.